# عبد المجيد تبون
عبد المجيد تَبُّون من مواليد 17 نوفمبر 1945 في مدينة المشرية التابعة حاليًا لولاية النعامة، هو سياسي جزائري وَالرئيس الثامن للجمهورية الجزائرية. تولى عدة مناصب حكومية، منها رئاسة الوزراء في حكومة عام 2017، حيث تولى المنصب من 25 مايو إلى 15 أغسطس في عهد الرئيس عبد العزيز بوتفليقة. كما عمل وزيرًا للسكن والعمران والمدينة، ووزيرًا للاتصال، وتولى عدة مناصب أخرى في الدولة. بدأ مسيرته السياسية كعضو في حزب جبهة التحرير الوطني، لكنه ترشح للانتخابات الرئاسية كمستقل وفاز بنسبة 58% من الأصوات.
تولى رئاسة الجمهورية الجزائرية منذ 19 ديسمبر 2019. رغم كونه مرشحًا مستقلًا، إلا أنه عضو في حزب جبهة التحرير الوطني، الذي لم يدعمه رسميًا في انتخابات 2019، والتي تميزت بنسبة امتناع عالية عن التصويت، واستمرت خلالها مظاهرات الحراك الشعبي التي طالبت بالتغيير السياسي. كما واجه خلال رئاسته تحديات كبيرة، أبرزها إدارة جائحة كوفيد-19.
في عام 2024، ترشح لعهدة رئاسية ثانية كمستقل إلى جانب مرشحين كل من: يوسف اوشيش عن جبهة القوة الاشتراكية وحساني شريف عبد العالي عن حركة مجتمع السلم، وفاز بنسبة 94.65% من الأصوات كرئيس جمهورية لعهدة ثانية وَأخيرة.

## النشأة
ولد عبد المجيد تبون في مدينة المشرية بولاية النعامة يوم 17 نوفمبر 1945. والدته فاطمة عفان، ووالده، الحاج أحمد تبون، كان عضوًا في جمعية العلماء المسلمين الجزائريين، واشتهر بخطبه الوطنية التي دفعت المستعمر الفرنسي لمضايقته، ما أجبر عائلته على الانتقال إلى ولاية سيدي بلعباس بحثًا عن الأمان.
في عام 1953، أرسل تبون للعيش مع خاله في ولاية البيض لمتابعة دراسته الابتدائية، حيث بدأ تعليمه في المدرسة الابتدائية "أفيونس" بسيدي بلعباس، ثم انتقل إلى المدرسة الحرة للأئمة. خلال هذه الفترة، عانى والده من الاعتقالات المتكررة، وأُجبر على المثول يوميًا أمام شرطة المستعمر حتى عادت العائلة إلى المشرية بعد رفع العقوبة عنه في 1954.
واصل تبون دراسته، ونجح في امتحان الطور المتوسط (السنة السادسة) في 1957، ليلتحق بالثانوية الجهوية (الإسلامية الفرنسية) المعروفة باسم "المْدّْرْسَة"، ثم انتقل إلى ثانوية بن زرجب. حصل على شهادة البكالوريا في عام 1965، وشارك في مسابقة الدخول إلى المدرسة الوطنية للإدارة، حيث انضم إلى الدفعة الثانية، التي حملت اسم "دفعة الشهيد البطل العربي بن مهيدي"، وكان من بين 37 ناجحًا من أصل 600 مترشح.

## المسيرة السياسية
شغل عبد المجيد تبون عدة مناصب وزارية خلال مسيرته السياسية. بدأ كوزير منتدب للحكومة المحلية من عام 1991 إلى 1992 خلال الأشهر الأخيرة من حكم الرئيس الشاذلي بن جديد. في عهد الرئيس عبد العزيز بوتفليقة، عين وزيرًا للاتصال والثقافة من 1999 إلى 2000، ثم كوزير منتدب للحكومة المحلية من 2000 إلى 2001، ووزيرًا للإسكان والتخطيط الحضري من 2001 إلى 2002. بعد عشر سنوات، عاد تبون ليصبح وزيرًا للإسكان في حكومة رئيس الوزراء عبد المالك سلال في 2012. ورد اسمه أيضًا في أوراق بنما.
عقب الانتخابات البرلمانية في مايو 2017، عينه الرئيس بوتفليقة رئيسًا للوزراء خلفًا لعبد المالك سلال في 24 مايو 2017، وهو تعيين فاجأ النخب السياسية. تم تشكيل الحكومة الجديدة برئاسة تبون في 25 مايو 2017، ولكنه شغل المنصب لمدة تقل عن ثلاثة أشهر، حيث أقاله بوتفليقة في 15 أغسطس 2017 وعين أحمد أويحيى بدلاً منه.
في الانتخابات الرئاسية الجزائرية لعام 2019، فاز تبون بالرئاسة بنسبة 58٪ من الأصوات، وسط نسبة إقبال تقل عن 40٪ من الناخبين، متغلبًا على مرشحين من الأحزاب الرئيسية مثل جبهة التحرير الوطني والتجمع الوطني الديمقراطي. تولى تبون منصب الرئيس في 19 ديسمبر 2019، وحصل على وسام الاستحقاق الوطني من الرئيس المؤقت عبد القادر بن صالح.

## رئاسة
في ذكرى مرور عام على انطلاق حركة الحراك الشعبي في الجزائر، أعلن الرئيس عبد المجيد تبون يوم 22 فبراير يومًا وطنيًا تحت اسم «اليوم الوطني للأخوة والتلاحم بين الشعب وجيشه من أجل الديمقراطية». وفي تصريحاته، عبّر عن دعمه للحراك الشعبي، مشيدًا بدوره في حماية البلاد من الانهيار، وأكد التزامه بالاستجابة لمطالب الحراك. تجمع الجزائريون في 21 و22 فبراير 2020 لإحياء هذه الذكرى، في مشهد يشبه الاحتفالات بالأعياد الوطنية.
مع تفشي جائحة كوفيد-19، أعلن تبون في 17 مارس 2020 حظر المسيرات والتجمعات، مما أثار اتهامات بمحاولة تقييد حرية التعبير وقمع أصوات المتظاهرين. انتقدت منظمات حقوقية، منها منظمة العفو الدولية، الاعتقالات التي طالت ناشطين وصحفيين بسبب مشاركتهم في الحراك أو منشوراتهم على وسائل التواصل الاجتماعي. وأشارت تقارير إلى اعتقال حوالي 70 سجين رأي بحلول يوليو 2020.
وفي إطار جهود الإصلاح، التقى تبون في 28 ديسمبر 2019 برئيس الحكومة السابق أحمد بن بيتور لبحث أسس بناء "الجمهورية الجديدة". كما أنشأ في 8 يناير 2020 لجنة خبراء مكونة من 17 عضوًا بقيادة أحمد لعرابة لمراجعة الدستور السابق واقتراح تعديلات تهدف إلى تعزيز حقوق المواطنين، مكافحة الفساد، وتوزيع الصلاحيات بين مؤسسات الدولة. ومن بين الاقتراحات كان تحديد مدة الرئاسة بولايتين فقط، وهو مطلب أساسي من مطالب الحراك، حيث رفض الجزائريون ترشح الرئيس السابق بوتفليقة لعهدة خامسة.

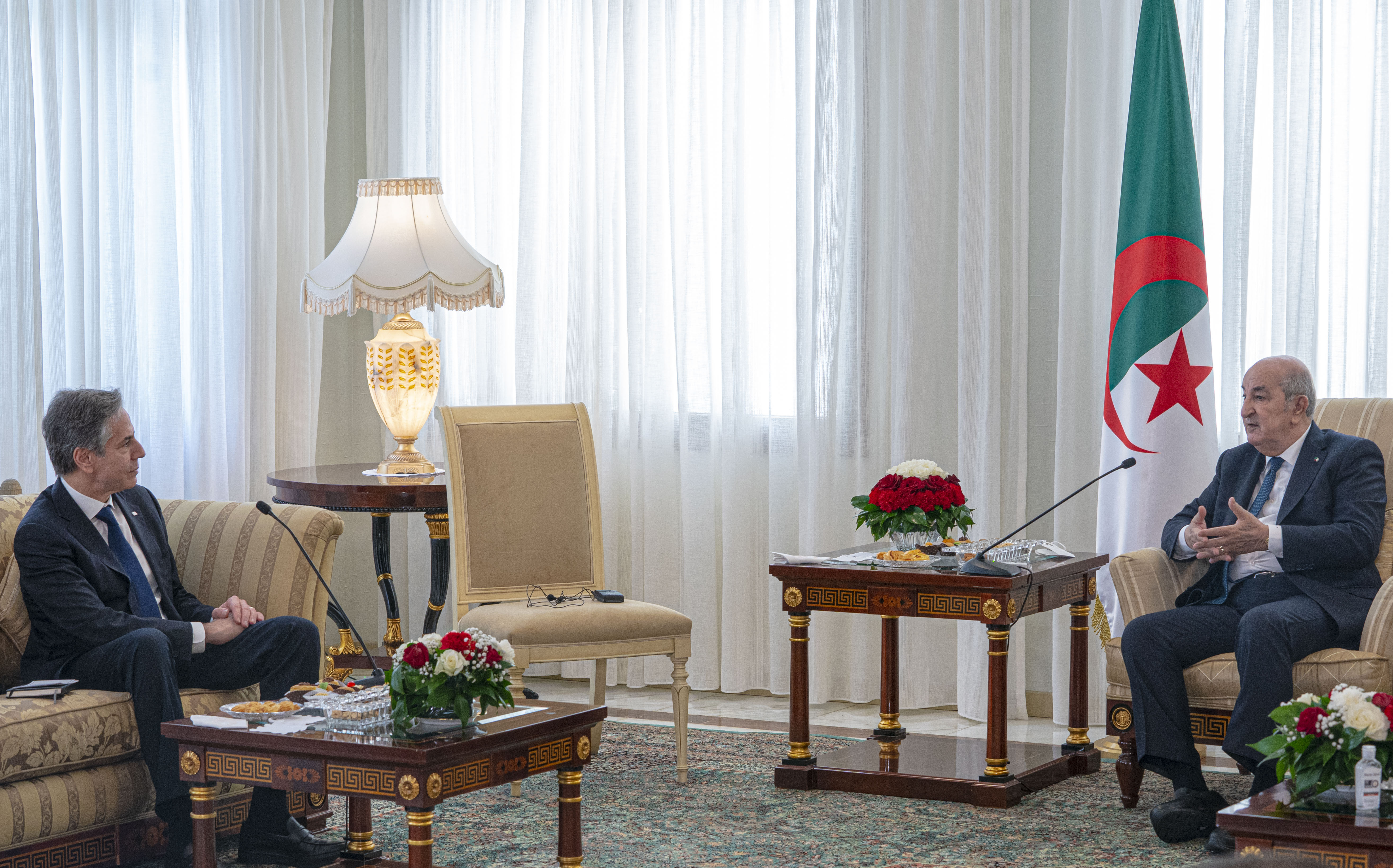
تبون يلتقي وزير الخارجية الأمريكي أنتوني بلينكن في 30 مارس 2022

في 8 يناير 2020، أنشأ الرئيس الجزائري عبد المجيد تبون لجنة خبراء مكونة من 17 عضوًا، معظمهم من أساتذة القانون الدستوري، بقيادة أحمد لعرابة. كانت مهمة اللجنة دراسة الدستور وإجراء التعديلات اللازمة في فترة لا تتجاوز شهرين. حدد تبون سبعة محاور رئيسية لتركيز اللجنة، منها تعزيز حقوق المواطنين، مكافحة الفساد، توازن السلطات، تعزيز دور البرلمان، استقلال القضاء، المساواة بين المواطنين، ودستورية الانتخابات. كما دعا لتحديد فترة الرئاسة لعهدتين فقط، استجابة لمطالب الحراك التي ظهرت بعد إعلان الرئيس السابق عبد العزيز بوتفليقة نيته الترشح لعهدة خامسة.
في يناير 2020، وجه تبون رئيس الوزراء عبد العزيز جراد للعمل على مشروع قانون لمكافحة العنصرية، الجهوية، وخطاب الكراهية. نُشرت المسودة الأولية لمراجعة الدستور في 7 مايو 2020، واستقبلت اللجنة نحو 1200 اقتراح من الجمهور بحلول 20 يونيو.
أعلن تبون في 4 يوليو أن الاستفتاء على الدستور سيُجرى في سبتمبر أو أكتوبر. وفي 24 أغسطس، حدد موعد الاستفتاء في 1 نوفمبر، يوم بدء حرب الاستقلال الجزائرية. وافق مجلس الوزراء على التعديلات الدستورية في 6 سبتمبر، وتبعته موافقات المجلس الشعبي الوطني ومجلس الأمة.

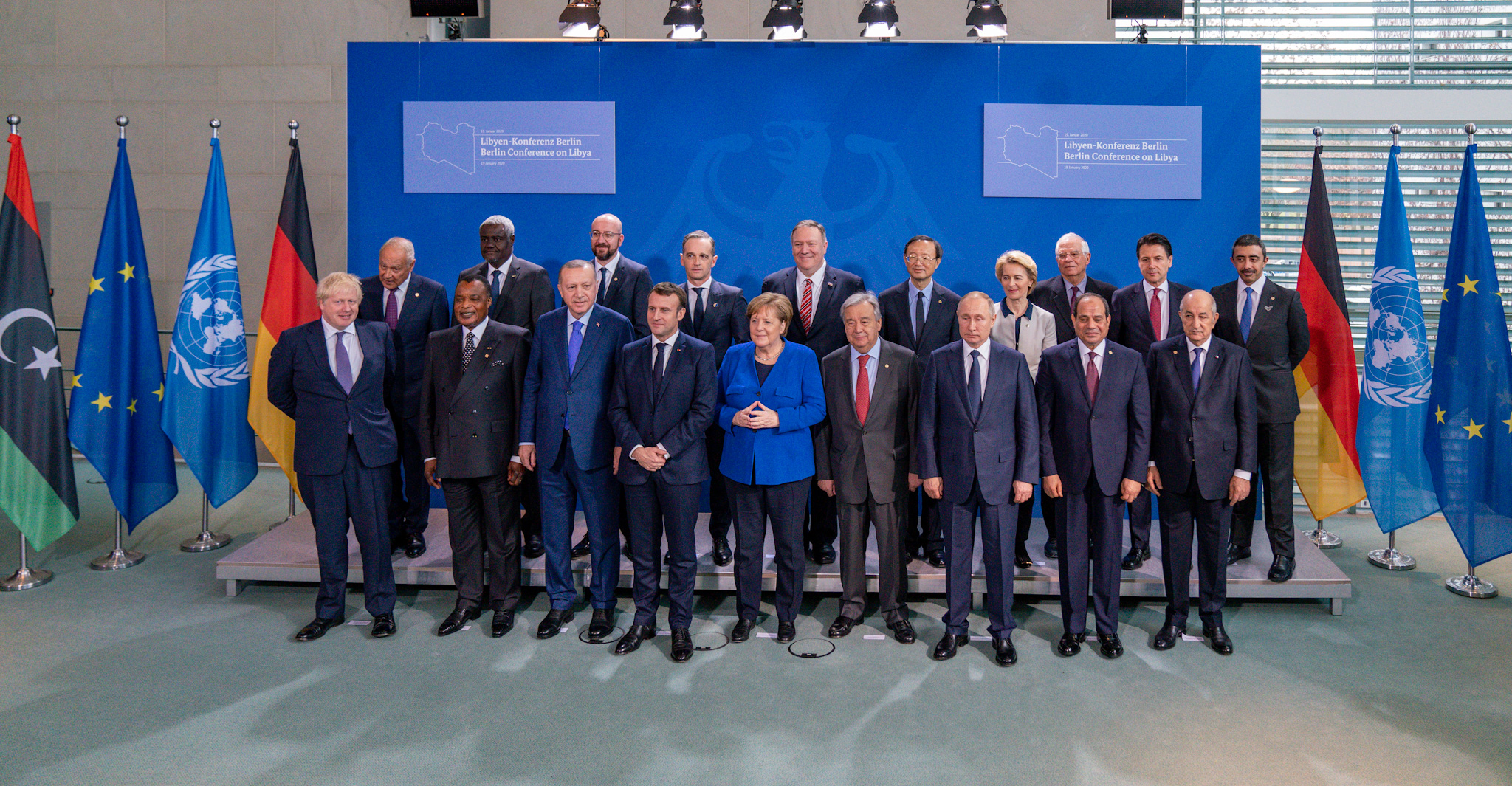
تبون في القمة الليبية في برلين (19 يناير 2020).

أُصيب تبون بكوفيد-19 في أكتوبر 2020 وتلقى العلاج في ألمانيا، بينما تولى رئيس الوزراء مهامه. عاد تبون لمهامه في 29 ديسمبر. وافق الناخبون على التعديلات الدستورية في استفتاء 1 نوفمبر 2020، بنسبة مشاركة بلغت 66.68%.
عاد تبون إلى ألمانيا في يناير 2021 لمتابعة العلاج  وعاد إلى الجزائر في فبراير، حيث أعلن في 18 فبراير عن تعديلات وزارية شملت إقالة وزراء الطاقة، الصناعة، والموارد المائية، وحل مجلس النواب ودعوة لانتخابات تشريعية مبكرة. شكّل حكومة جديدة في يوليو 2021 بقيادة أيمن بن عبد الرحمن. في 28 يوليو 2021، أكد تبون دعم الجزائر الكامل لليبيا خلال لقائه مع محمد يونس المنفي، رئيس المجلس الرئاسي الليبي.
في 8 ديسمبر 2021، عقد وزير الخارجية الفرنسي جان إيف لودريان اجتماعًا مع الرئيس الجزائري عبد المجيد تبون، حيث ناقشا سبل تعزيز العلاقات الثنائية وقضايا السلام في كل من ليبيا ومالي.
في 24 يناير 2022، زار تبون القاهرة والتقى بالرئيس المصري عبد الفتاح السيسي، وكانت الزيارة الأولى لرئيس جزائري إلى مصر منذ عام 2008. ناقش الطرفان العلاقات الثنائية، والوضع السياسي في ليبيا بعد تأجيل الانتخابات، وسد النهضة الإثيوبي، واحتمالية عودة سوريا إلى جامعة الدول العربية.
في 15 فبراير 2022، أعلن تبون عن خطط لتقديم إعانات بطالة للشباب الجزائري، إذ كانت نسبة البطالة قد تجاوزت 15%. تهدف هذه الإعانات إلى دعم الباحثين عن عمل بين 19 و40 عامًا، على أن تبدأ المدفوعات في مارس، للحفاظ على كرامة الشباب.
خلال زيارة رسمية إلى روما في 26 مايو 2022، وافق تبون على زيادة إمدادات الغاز الجزائري لإيطاليا وأوروبا، وذلك عقب الغزو الروسي لأوكرانيا. وفي 18 يوليو 2022، وقع عقد طاقة مع رئيس الوزراء الإيطالي ماريو دراجي لتوريد غاز إضافي بقيمة 4 مليارات يورو، مما جعل الجزائر أكبر مورّد للغاز لإيطاليا. وفي سبتمبر 2022، أعلن تبون عن خطة لتنويع الاقتصاد الجزائري بهدف زيادة الصادرات غير النفطية، مستهدفًا قيمة 7 مليارات دولار، مقارنةً بـ5 مليارات دولار في عام 2021.

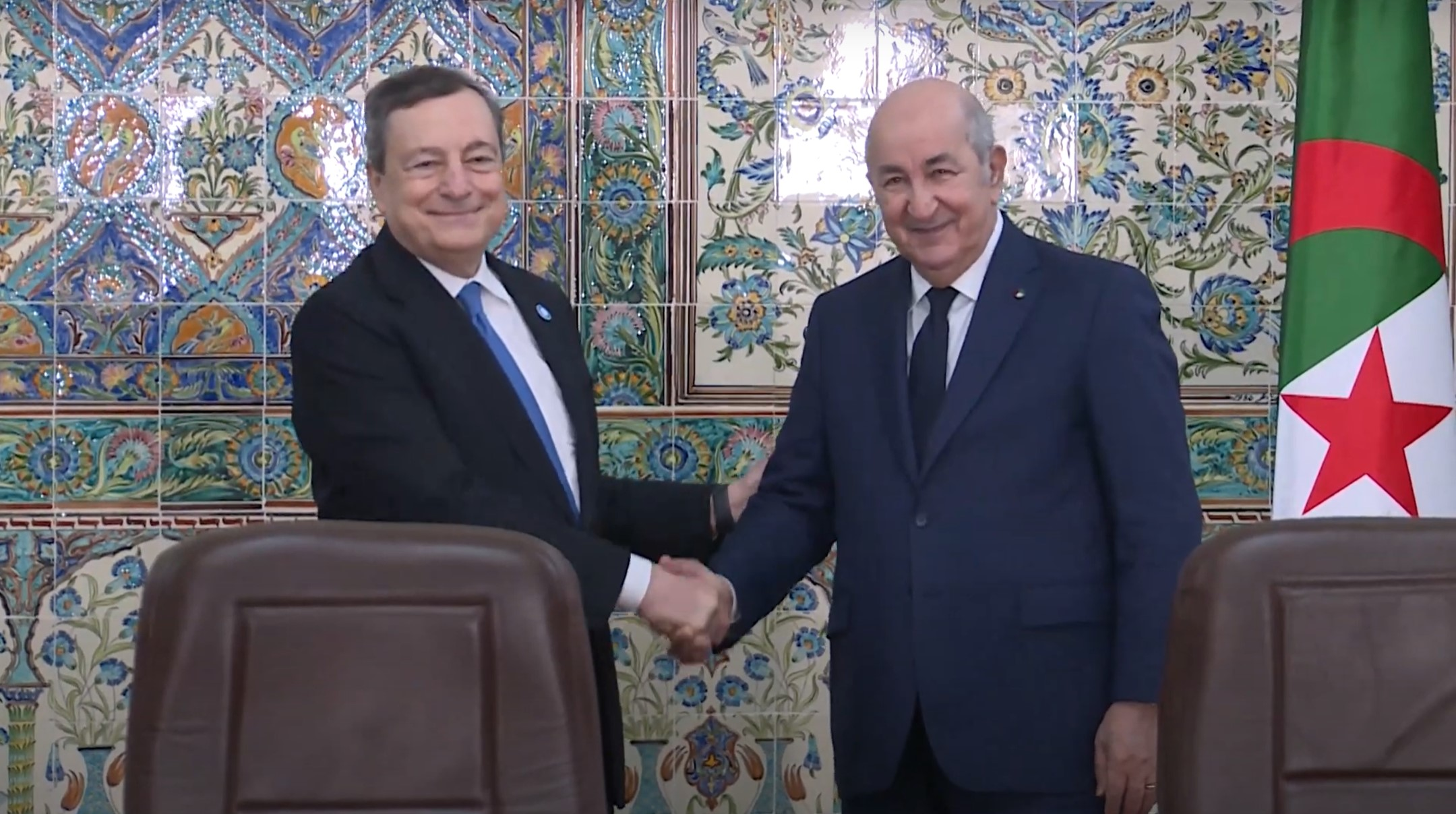
تبون مع رئيس الوزراء الإيطالي ماريو دراجي، 11 أبريل 2022

في 18 ديسمبر 2022، التقى تبون بوزير الداخلية الفرنسي جيرالد دارمانين في الجزائر العاصمة، حيث ناقشا العلاقات الثنائية، قضايا الهجرة والأمن، بالإضافة إلى إنهاء أزمة التأشيرات التي كانت فرنسا قد قلصت عددها للجزائريين منذ سبتمبر 2021.
وفي 13 يونيو 2023، بدأ تبون زيارة لروسيا استمرت ثلاثة أيام، التقى خلالها بالرئيس فلاديمير بوتين، حيث تعهد الطرفان بتعميق الشراكة الاستراتيجية بين الجزائر وروسيا.

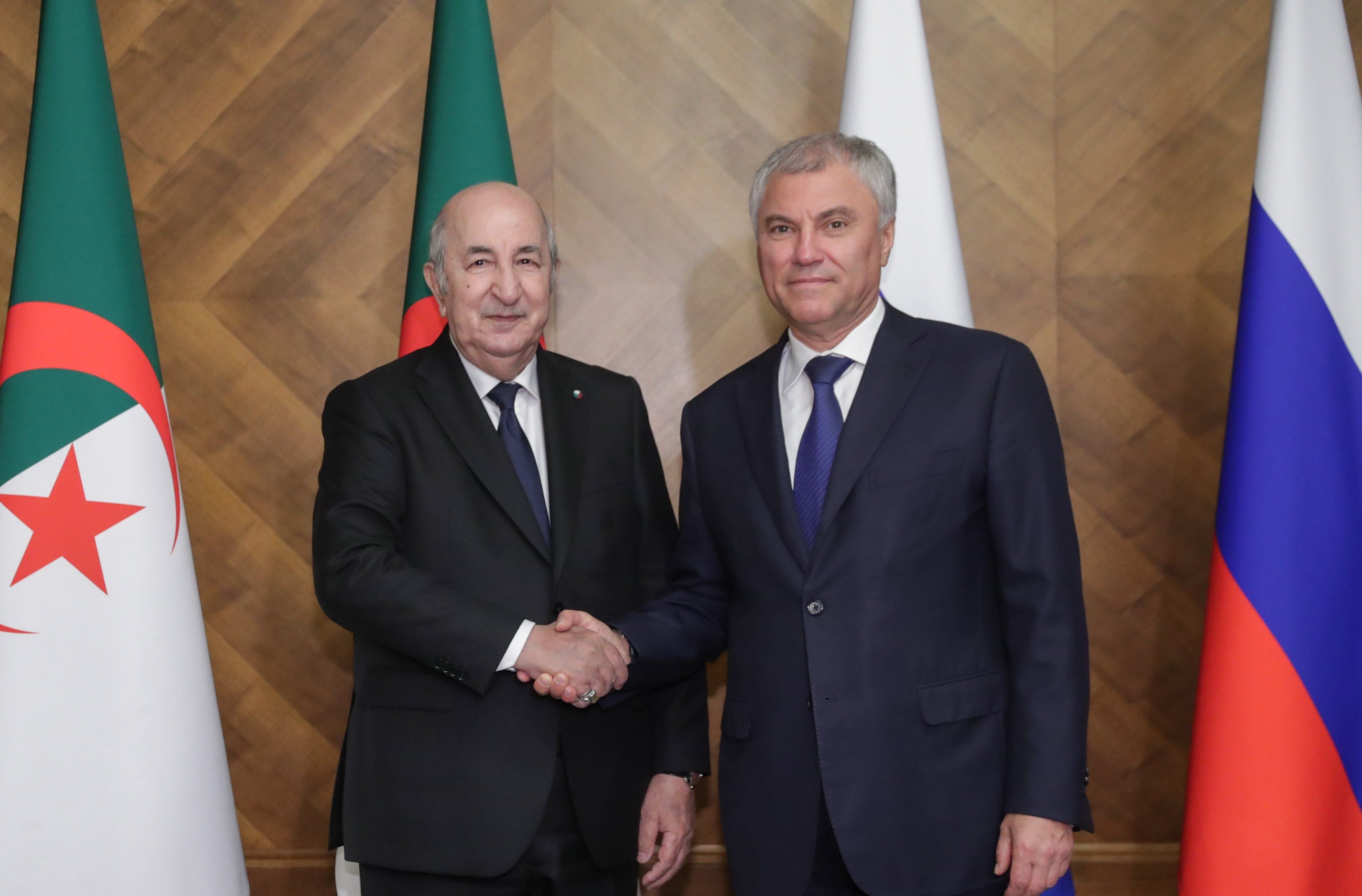
تبون مع فياتشيسلاف فولودين، مساعد فلاديمير بوتين المقرب، في موسكو، روسيا، 14 يونيو 2023

## سيرة
تخرج من المدرسة الوطنية للإدارة، في اختصاص اقتصاد ومالية 1965، الدفعة الثانية في جويلية 1969. وشغل عدة وظائف سياسية وَبرلمانية ووزارية وهي:
- 1975 ـ 1992: إطار على مستوى الجماعات المحلية.
- أمين عام لكل من ولايات أدرار، باتنة والمسيلة، ووالي لكل من ولايات الجلفة، أدرار، تيارت، وتيزي وزو؛
- 1991 ـ 1992: وزير منتدب بالجماعات المحلية.
- 1999: وزير السكن والعمران.
- 1991 ـ 2000: وزير الاتصال.
- 2000 ـ 2001: وزير منتدب بالجماعات المحلية.
- 2001 ـ 2002: وزير السكن والعمران.
- 2012 ـ 2013: وزير السكن والعمران.
- 2013 ـ 2017: وزير السكن والعمران والمدينة.
- 2017: مكلف بمهام وزير التجارة بالنيابة.
- 25 ماي 2017: وزير أول للحكومة، أنهى رئيس الجمهورية مهامه في 15 أوت 2017.[60]

## السياسة الخارجية

### القضية الفلسطينية
في حوارٍ أجراه مع عدد من مسؤولي وسائل الإعلام الوطنية الجزائرية، والذي بُث في 21 سبتمبر 2020، أكد عبد المجيد تبون أن مواقف الجزائر تجاه القضية الفلسطينية ثابتة.
اعتبر عبد المجيد تبون القضية الفلسطينية الحل الأساسي لمشكلة الشرق الأوسط. وأكد موقفه هذا من خلال خطابه أمام الجمعية العامة للأمم المتحدة في دورتها الخامسة والسبعين.

### الصحراء الغربية
فيما يتعلق بالصحراء الغربية، أكد عبد المجيد تبون في عدة مقابلات وتصريحات إعلامية أن قضية الصحراء الغربية تُعتبر قضية استعمار، وتبقى مدرجة في الأمم المتحدة ضمن باب تصفية الاستعمار. وأوضح أنه لا يوجد أي مشكلة مع المغرب. وفي خطاب له في مقر وزارة الدفاع، قال: «بالنسبة للجزائر، كل الشعب الجزائري، بمؤسساته وجيشه، يدركون أن قضية الصحراء الغربية هي قضية استعمار. وأوضح أن هذه القضية لا تُحل إلا من خلال استفتاء الشعب الصحراوي، حيث أكدت المؤسسات الدولية منذ عام 1975 على ضرورة إجراء هذا الاستفتاء. وأضاف: "لا يوجد حل دون تقرير مصير الشعب الصحراوي.».

### الأزمة الليبية
أعلن عبد المجيد تبون في أكثر من مناسبة أن الحل للأزمة الليبية يجب أن يكون سياسيًا، بعيدًا عن التدخلات الخارجية، مع ضرورة مشاركة دول الجوار. وأكد أن هذا الحل ينبغي أن يضمن وحدة ليبيا شعبًا وأرضًا. وفي بيان صادر عن رئاسة الجمهورية الجزائرية بتاريخ 6 يناير 2019، تم التأكيد على أن...«طرابلس خط أحمر لا يجوز تخطيه».
خلال ندوة برلين الدولية الخاصة بالأزمة الليبية صرح بأن «أمن ليبيا هو امتداد لأمننا، وأفضل طريقة لصون أمننا القومي هي التعامل والتكاتف مع جيراننا لمواجهة الإرهاب والتطرف.».

## الأوسمة والتكريمات
- وسام الاستحقاق الوطني - درجة عشير (12 جوان 2016).[68][69][70]
- وسام آل سعيد من سلطان سلطنة عمان ( 29 اكتوبر 2024 ).[71]

## معرض الصور

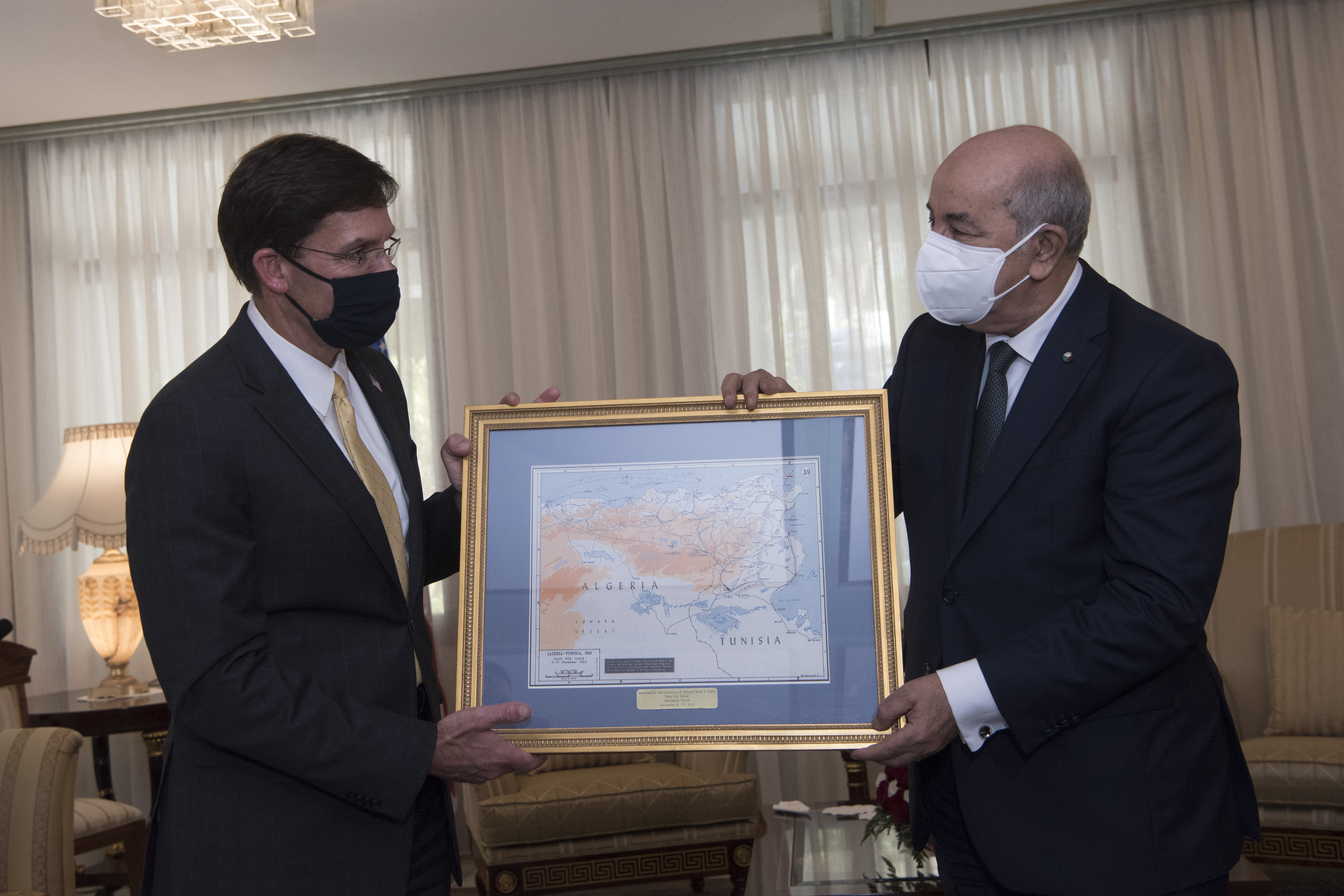
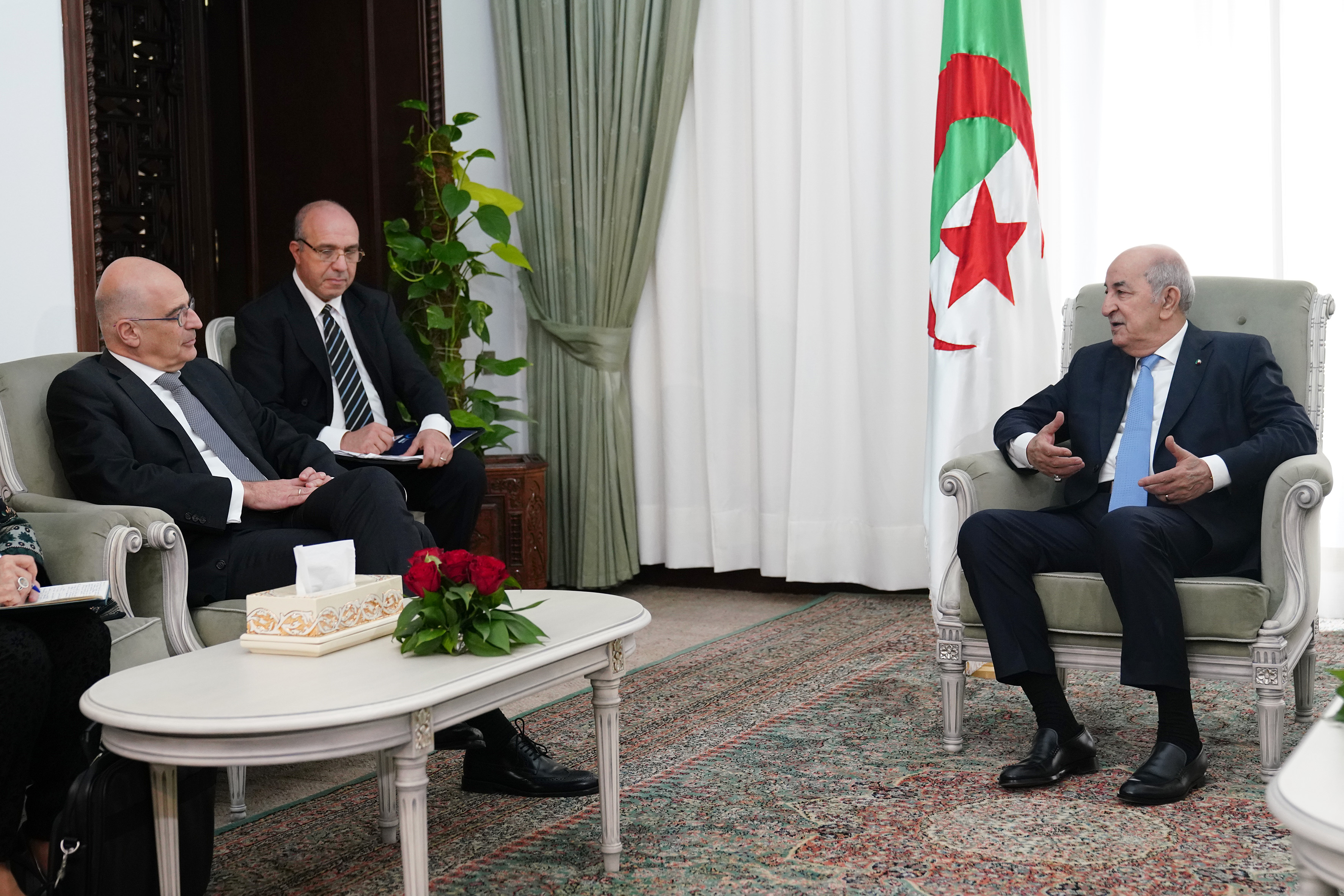

## وصلات خارجية
- الموقع الإلكتروني لرئاسة الجمهورية نسخة محفوظة 10 ديسمبر 2019 على موقع واي باك مشين.
- إعلان المجلس الدستوري نتائج الانتخابات الرئاسية 2019 - يوتيوب

| عبد المجيد تبون ولد: 17 نوفمبر 1945                      |                                                 |                  |
| منصب                                                     |                                                 |                  |
| سبقه عبد العزيز بوتفليقة رئيس الدولة: عبد القادر بن صالح | رئيس الجمهورية الجزائرية 2019–الحاضر            | الحالي           |
| المناصب السياسية                                         |                                                 |                  |
| سبقه عبد المالك سلال                                     | الوزير الأول الجزائري 24 ماي 2017 – 15 أوت 2017 | تبعه أحمد أويحيى |